# Gran Premio di Monaco 1952
Il Gran Premio di Monaco 1952 fu una gara non valida per il campionato disputata il 2 giugno 1952 sul Circuito di Monte Carlo.
La corsa era riservata alle vetture sport, non alle monoposto del campionato mondiale di Formula 1. Il fine settimana venne segnato dall'incidente di Luigi Fagioli, che morì il 20 giugno a causa delle ferite riportate.
La manifestazione vide la vittoria di Vittorio Marzotto su Ferrari 225 S, seguito dai compagni di scuderia Eugenio Castellotti, in seconda posizione, Clemente Biondetti e Antonio Stagnoli, che condividevano la vettura arrivata terza. Per la Scuderia Ferrari fu la prima vittoria al Gran Premio di Monaco.

## Piloti e scuderie
| Nº  | Pilota                              | Team               | Telaio                       |
| --- | ----------------------------------- | ------------------ | ---------------------------- |
| 52  | Juan Jover                          | Pegaso             | Pegaso Z-102                 |
| 54  | Joaquin Palacio Pover               | Pegaso             | Pegaso Z-102                 |
| 56  | Robert Manzon                       | Equipe Gordini     | Gordini T15S                 |
| 58  | Jean Lucas                          | Luigi Chinetti     | Ferrari 225 S                |
| 60  | Pierre Boncompagni                  | Privato            | Ferrari 225 S                |
| 62  | René Cotton                         | Privato            | Delahaye 135S                |
| 64  | Louis Rosier Maurice Trintignant    | Privato            | Talbot-Lago T26GS            |
| 66  | Louis Rosier Maurice Trintignant    | Privato            | Talbot-Lago T26GS            |
| 68  | Pierre Levegh                       | Privato            | Talbot-Lago T26GS            |
| 70  | Pierre Meyrat                       | Privato            | Talbot-Lago T26GS            |
| 72  | Reg Parnell                         | Aston Martin       | Aston Martin DB3             |
| 74  | Peter Collins                       | Aston Martin       | Aston Martin DB3             |
| 76  | Lance Macklin                       | Aston Martin       | Aston Martin DB3             |
| 78  | Stirling Moss                       | Jaguar             | Jaguar C-Type                |
| 80  | Leslie Johnson                      |                    | Jaguar C-Type                |
| 82  | Tommy Wisdom                        | Privato            | Jaguar C-Type                |
| 84  | Anthony Hume                        | Archie Bride       | Allard J2X                   |
| 86  | Francesco Buonaccorsi               |                    | Ferrari 166 MM/Ferrari 225 S |
| 88  | Giovanni Bracco                     | Scuderia Guastalla | Ferrari 225 S                |
| 90  | Antonio Stagnoli Clemente Biondetti | Scuderia Guastalla | Ferrari 225 S                |
| 92  | Eugenio Castellotti                 | Scuderia Guastalla | Ferrari 225 S                |
| 94  | Vittorio Marzotto                   | Scuderia Marzotto  | Ferrari 225 S                |
| 96  | Piero Carini                        | Scuderia Marzotto  | Ferrari 340 America          |
| 98  | André Simon                         |                    | Ferrari 225 S                |
| 100 | Fernando Mascarenhas                | Privato            | Allard J2X                   |

## Gara
| Pos | Nº  | Pilota                              | Costruttore  | Giri | Tempo          | Griglia |
| --- | --- | ----------------------------------- | ------------ | ---- | -------------- | ------- |
| 1   | 94  | Vittorio Marzotto                   | Ferrari      | 100  | 3:21:28.4      | 11      |
| 2   | 92  | Eugenio Castellotti                 | Ferrari      | 100  | +15.5          | 10      |
| 3   | 90  | Antonio Stagnoli Clemente Biondetti | Ferrari      | 98   | +2 giri        | 3       |
| 4   | 58  | Jean Lucas                          | Ferrari      | 96   | +4 giri        | 15      |
| 5   | 60  | Pierre Boncompagni                  | Ferrari      | 95   | +5 giri        | 8       |
| 6   | 82  | Tommy Wisdom                        | Jaguar       | 95   | +5 giri        | 16      |
| 7   | 74  | Peter Collins                       | Aston Martin | 92   | +8 giri        | 12      |
| 8   | 62  | René Cotton                         | Delahaye     | 85   | +15 giri       | 18      |
| Rit | 76  | Lance Macklin                       | Aston Martin | 73   | Motore         | 6       |
| Rit | 100 | Fernando Mascarenhas                | Allard       | 64   | Serbatoio      | 17      |
| Rit | 78  | Stirling Moss                       | Jaguar       | 46   | Incidente      | 2       |
| Rit | 64  | Louis Rosier Maurice Trintignant    | Talbot-Lago  | 37   |                | 7       |
| Rit | 96  | Piero Carini                        | Ferrari      | 37   | Incidente      | 13      |
| Rit | 56  | Robert Manzon                       | Gordini      | 24   | Incidente      | 5       |
| Rit | 84  | Anthony Hume                        | Allard       | 22   | Incidente      | 14      |
| Rit | 72  | Reg Parnell                         | Aston Martin | 18   | Motore         | 4       |
| Rit | 88  | Giovanni Bracco                     | Ferrari      | 8    | Freni          | 9       |
| Rit | 68  | Pierre Levegh                       | Talbot-Lago  | 5    | Albero a camme | 1       |
| NP  | 54  | Joaquín Palacio Pover               | Pegaso       |      |                |         |
| NQ  | 52  | Juan Jover                          | Pegaso       |      |                |         |